# Nidularium purpureum
Espèce
Classification APG II (2003)
Nidularium purpureum est une espèce de plantes de la famille des Bromeliaceae, endémique du Brésil.